# Lente di Einzel

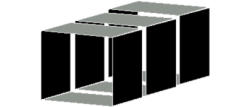

Una lente di Einzel è una lente elettrostatica utilizzata per collimare un fascio di particelle cariche attraverso dei campi elettrici.

## Descrizione
È formata da tre cilindri metallici cavi, separati da un piccolo divario, attraversati in sequenza dalle particelle cariche, in cui il cilindro centrale è posto a un potenziale elettrico diverso rispetto agli altri due. Nel caso in cui questo sia più alto (il caso più comune), la lente viene detta "accelerante"; nel caso in cui questo sia più basso, la lente viene detta "decelerante", anche se in entrambi i casi l'energia cinetica finale della particella è uguale a quella iniziale e, cioè, complessivamente la particella riceve un'accelerazione media nulla.